# Michael Lucas
Pour les articles homonymes, voir Lucas.
Michael Lucas (né Andreï Lvovitch Treïvas (en russe : Андрей Львович Трейвас) le 10 mars 1972) est un acteur et réalisateur de films pornographiques gays, militant et écrivain, fondateur du studio Lucas Entertainment. Il est chroniqueur pour The Advocate, Huffington Post et Pink News.

## Biographie
Il naît dans une famille soviétique d'origine juive sécularisée ; son père se nomme Lev Bregmann (ingénieur) et sa mère, Elena Treïvas (enseignante de littérature). Il obtient en 1994 un diplôme de droit de l'université de Moscou. Il émigre en 1995. Il est homosexuel. Il travaille d'abord comme acteur de porno gay en Allemagne, puis en France. Il émigre en 1997 aux États-Unis, où il joue dans cinq films pornographiques de la compagnie Falcon Entertainment en 1997 et 1998. 
Il réalise son premier film, Back in the Saddle, en 1998. En 2007, son coréalisateur Tony DiMarco et lui reçoivent un prix des GayVN Awards de la meilleure réalisation pour Michael Lucas' La Dolce Vita.
Toujours en 1998, il crée à New York sa propre société de production, Lucas Entertainment, avec l'argent qu'il a gagné comme escort boy. Il devient si célèbre que des célébrités comme RuPaul, Boy George ou Graham Norton font des apparitions dans son film Michael Lucas' Dangerous Liaisons (2005). Son film Men of Israel, qui met en scène des acteurs de porno israéliens, fait largement parler de lui dans la presse généraliste et la presse gay. Il obtient la citoyenneté américaine le 12 novembre 2004. 
Invité en février 2008 à l'université Stanford pour parler de la prévention du SIDA, il choque les étudiants par ses déclarations contre l'Islam et les musulmans. The New Republic le surnomme : « le caïd néo-conservateur du porno gay ».
De famille juive soviétique, il a acquis la nationalité israélienne en septembre 2009. En 2010, il commence à écrire pour The Advocate, après un commentaire publié en 2009 contre le boycott d'Israël pour soutenir les homosexuels palestiniens. Il est apprécié de la presse juive conservatrice américaine.

## Filmographie

### Acteur
- 2000
  - Top To Bottom
- 2001
  - To Moscow With Love
- 2002
  - Vengeance
- 2003
  - Apartments
  - Uncovered
  - Vengeance 2
- 2004
  - Lost
  - Manhattan Heat
- 2006
  - La Dolce Vita
- 2007
  - Gigolo
  - Inside Prague
  - La Dolce Vita 2
  - Welcome To Paradise
- 2008
  - Flatiron Fuckers
  - Flip This
  - Pounding The Pavement
  - Rapture Inn
  - Return To Fire Island
- 2009
  - Inside Israel
  - Obsession
  - Paris Playboys
- 2010
  - Fuck Me Hard
  - Kings Of New York
  - Missing
  - Passion
  - Piss Pigs
  - Pissed On
- 2011
  - Assassin
  - Drenched
  - Piss On Me
  - Top Service
- 2012
  - Cock Suckers
  - Fuck It
  - Only Cum
  - The Power Of Love
- 2013
  - British Pounds

## Récompenses
- 2000 Adult Erotic Gay Video Awards (« Grabbys ») Best Newcomer—Director
- 2001 GayVN Awards Best Solo Performance, Fire Island Cruising
- 2007 GayVN Awards Best Actor, Michael Lucas' La Dolce Vita
- 2007 GayVN Awards Best Threesome, Michael Lucas' La Dolce Vita
- 2007 GayVN Awards Best Director, Michael Lucas' La Dolce Vita (Tony DiMarco, coréalisateur)
- 2008 XBIZ Award GLBT Director of the Year (with Tony DiMarco)[6]
- 2008 XBIZ Award Publicity Stunt of the Year, Michael Lucas Found Dead[6]
- 2009 GayVN Awards GayVN Hall of Fame